# Avenue de la Capelette
L’avenue de la Capelette est une voie marseillaise située dans le 10e arrondissement de Marseille. 

## Situation et accès
Elle démarre sur la place de Pologne, située sous le viaduc de la rocade du Jarret (actuel boulevard Jean-Moulin) et passe sous ceux de l’autoroute A50 et de la ligne de Marseille-Blancarde à Marseille-Prado. Elle traverse le quartier éponyme et longe de nombreux commerces. Elle se termine au boulevard de Pont-de-Vivaux après avoir franchi l’Huveaune.

## Origine du nom
La rue doit son nom au quartier de la Capelette qu’elle traverse sur toute sa longueur. 

## Historique
Par le passé, elle s’appelait « grand chemin de Toulon » car elle faisait partie de la route nationale 8 qui reliait Aix-en-Provence à Toulon en passant par Marseille.

## Bâtiments remarquables et lieux de mémoire
- Au croisement avec le boulevard Fernand-Bonnefoy se trouve le palais omnisports Marseille Grand Est.
- Au numéro 225 se trouve le jardin Guy-Azaïs.